# وتر (هوانوردی)

نام‌گذاری ایرفویل که خط وتر را نشان می‌دهد

خط وتر بخش ایرفویل توربین

در هوانوردی، وتر (به انگلیسی: Chord) یک خط مستقیم خیالی است که به لبه جلویی و انتهایی یک ماهی‌واره می‌پیوندد. طول وتر فاصله بین لبه انتهایی و نقطه‌ای است که وتر لبه جلو را قطع می‌کند. نقطه روی لبه جلویی که برای تعریف وتر استفاده می‌شود ممکن است نقطه سطح حداقل شعاع باشد. برای یک آئروفویل توربین، وتر ممکن است با خط بین نقطه‌های که جلو و عقب یک بخش تیغه‌ای دوبعدی با یک سطح صاف برخورد می‌کند، زمانی که به سمت بالا قرار می‌گیرد، مشخص شود.
بال، تثبیت‌کننده افقی، تثبیت‌کننده عمودی و تیغه‌های پروانه /روتور هواپیما همگی بر اساس بخش‌های ایروفویل هستند و اصطلاح وتر یا طول وتر نیز برای توصیف عرض آنها استفاده می‌شود. وتر یک بال، تثبیت‌کننده و پروانه با اندازه‌گیری فاصله بین لبه‌های پیشرو و انتهایی در جهت جریان هوا تعیین می‌شود. (اگر یک بال دارای پلانی مستطیل شکل باشد، نه باریک یا جارو شده، آنگاه وتر به سادگی عرض بال است که در جهت جریان هوا اندازه‌گیری می‌شود. اصطلاح وتر برای پهنای برآفزا، شهپر و سکان هواپیما نیز به کار می‌رود.
این اصطلاح همچنین به آئروفویل‌های کمپرسور و توربین در موتورهای توربین گازی مانند موتورهای توربوجت، توربوپراپ یا توربوفن برای نیروی محرکه هواپیما به کار می‌رود.